# Bas de Gaay Fortman

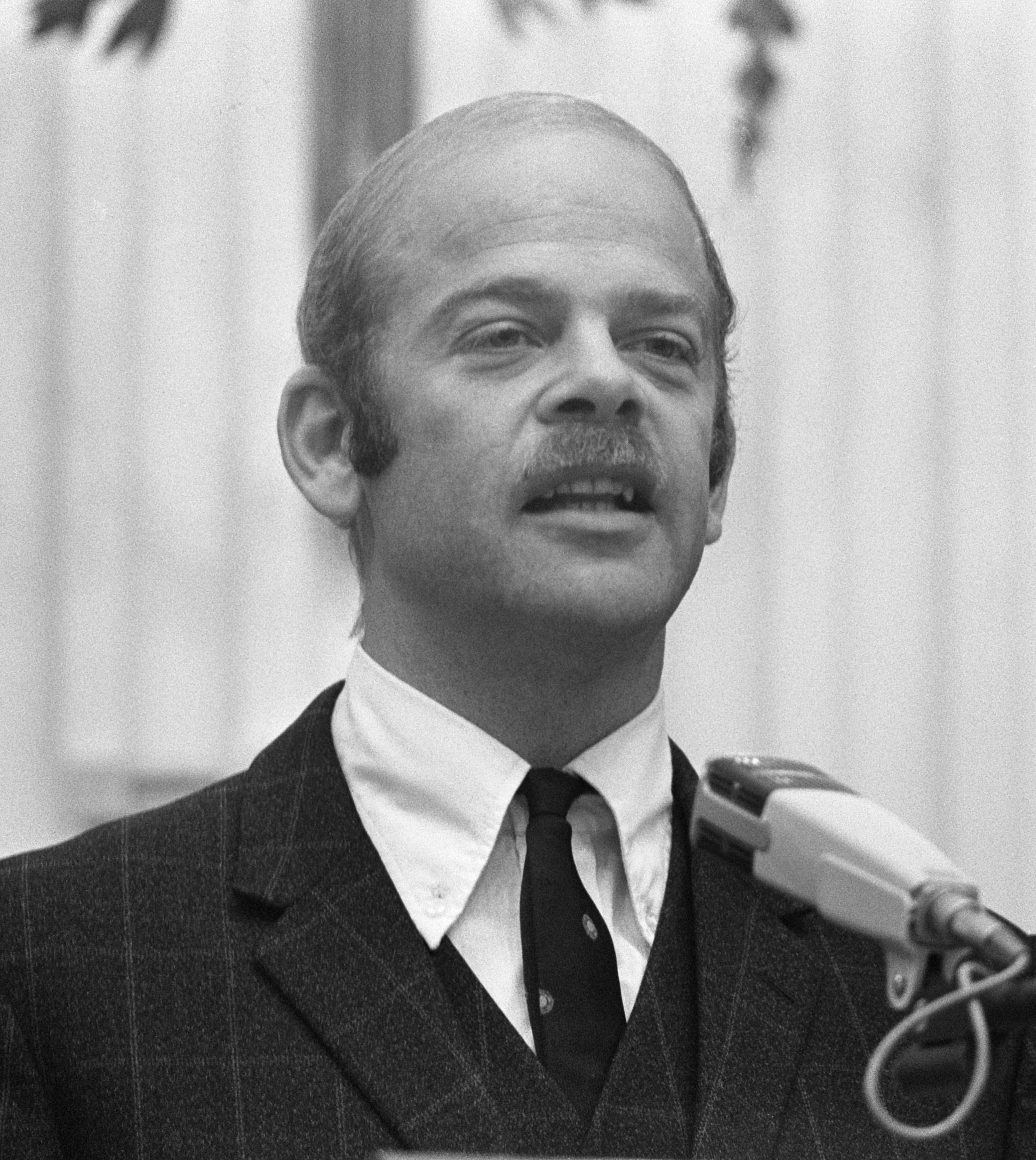
Bas de Gaay Fortman

Bas de Gaay Fortman (* 6. November 1937 in Den Haag, eigentlich Bastiaan de Gaay Fortman) ist ein niederländischer Wirtschaftswissenschaftler und Politiker der Politieke Partij Radikalen.

## Leben
Sein Vater war der Politiker und ehemalige niederländische Innenminister Wilhelm Friedrich Gaius de Gaay Fortman. Gaay Fortman studierte Rechtswissenschaften und Ökonomie an der Vrijen Universiteit Amsterdam. 1967 verließ er für einige Jahre die Niederlande und unterrichtete als Hochschullehrer für Ökonomie an der Universität von Sambia. 
Er wurde zunächst Mitglied der Anti-Revolutionaire Partij, wechselte 1970 zur Politieke Partij Radikalen und war ab 1991 Mitglied der neu gegründeten Partei GroenLinks. Von 1971 bis 1977 war Gaay Fortman Abgeordneter in der Zweiten Kammer der Generalstaaten für Politieke Partij Radikalen. Von 1977 bis 1991 war er Senator in der Ersten Kammer der Generalstaaten für Politieke Partij Radikalen. Von 1977 bis 1984 war er Präsident der niederländischen Sektion von Oxfam. 1990 war er Delegierter der Reformierten Kirche der Niederlande im Ökumenischen Rat der Kirchen in Canberra. Von 1990 bis 1992 lehrte Gaay Fortman am Institut für Sozialwissenschaften in Den Haag.
Als Hochschullehrer unterrichtete Gaay Fortman ab 2002 an der Universität Utrecht Ökonomie.

## Werke (Auswahl)
- 2016: Moreel erfgoed. Koers houden in een tijd van ontwrichting, samen met Olivier de Gaay Fortman, uitg. Prometheus, Amsterdam, ISBN 978-90-3514331-9
- 2017: De Grondwetwijzer, samen met Olivier de Gaay Fortman, uitg. Prometheus, Amsterdam, ISBN

## Auszeichnungen und Preise (Auswahl)
- 1984: Ritter des Ordens vom Niederländischen Löwen
- 1991: Kommandeur des Ordens von Oranien-Nassau